# キレニア城
キレニア城（ギリシア語: Κάστρο της Κερύνειας）は北キプロス・トルコ共和国のギルネ（キレニア）にある城である。現地ではトルコ語でギルネ城（トルコ語: Girne Kalesi）と呼ばれている。
現在見られる城は、旧港の東端に十字軍が築城した城を、16世紀にヴェネツィア共和国が改築したものである。城内には古代ローマ後期の円柱を再利用して12世紀に建てられたゲオルギオス聖堂や、難破船博物館がある。

## 歴史
キレニアは紀元前10世紀頃を起源とする町で、発掘調査では紀元前7世紀頃のギリシア人の痕跡が確認されている。なお、町が発展するのは古代ローマ時代のことである。7世紀のビザンティン時代に、アラブ勢力から港を防御するための城塞が築かれたのが、キレニア城の起源と考えられている。城が歴史に名を残すのは、1191年に第3回十字軍の途上に獅子心王リチャード1世がキレニア城を奪取した時のことである。
キプロスの領主となったリチャード1世は、程なくしてテンプル騎士団に権益を譲渡し、さらにはエルサレム国王を退いたギー・ド・リュジニャンに権益が移された。その結果キプロスはフランス系のキプロス王国となった。キプロス王国の初期キレニア城は小さな城であったが、1208年から1211年に掛けて拡張された。新しい出入口が築造されるとともに、四角形や馬蹄形の塔が増設され、弓矢用の銃眼も開けられた。
1373年、ジェノヴァ共和国による攻撃で被害を受け、15世紀に4年間に及ぶ包囲戦を受けた時には、ネズミなどを食べて飢えをしのいだと言われている。
1489年にヴェネツィア共和国がキプロスを得た後、1540年にキレニア城は改築され現在見られるような形になった。北西角の巨大な円柱形の塔が建てられるとともに、分厚い城の外壁が建て増され、弓矢等に代わって主流兵器となった大砲のための銃眼も開けられた。建物内の砲台は3階層であり、海上の敵だけでなく陸上から襲ってくるキプロス人に対しても直接砲撃できるようになっていた。また、上層階へ大砲を運び込むための長い斜路も同時に築造された。このような城の大改造に伴い、11世紀から12世紀に建てられたゲオルギオス聖堂は、外壁を構成する建物の中に埋められるような形になってしまった。
1570年、支配者がヴェネツィアからオスマン帝国に変わった。オスマン帝国はキレニア城に手を加えたが、これらは後に大英帝国により撤去された。オスマン帝国の提督サディク・パシャ（Sadik Pasha）の墓が城内に建てられた。
大英帝国に支配権が移った後、キレニア城は警察施設や警察学校として使われ、後にギリシャ系キプロス人の独立武装組織EOKAの政治犯を収容する収容所としても使われた。1950年、考古学省にキレニア城の管理が移管されたが、内乱による治安の悪化で公開が一時停止され、1959年から1960年にふたたび公開が再開された。1963年から1967年にかけてはギリシャ系のキプロス軍の施設として使われ、その後トルコ系の北キプロス・トルコ共和国の施政下になった後、1974年にギルネ市の考古学部門の管理下で一般公開されるに至る。

## 現況

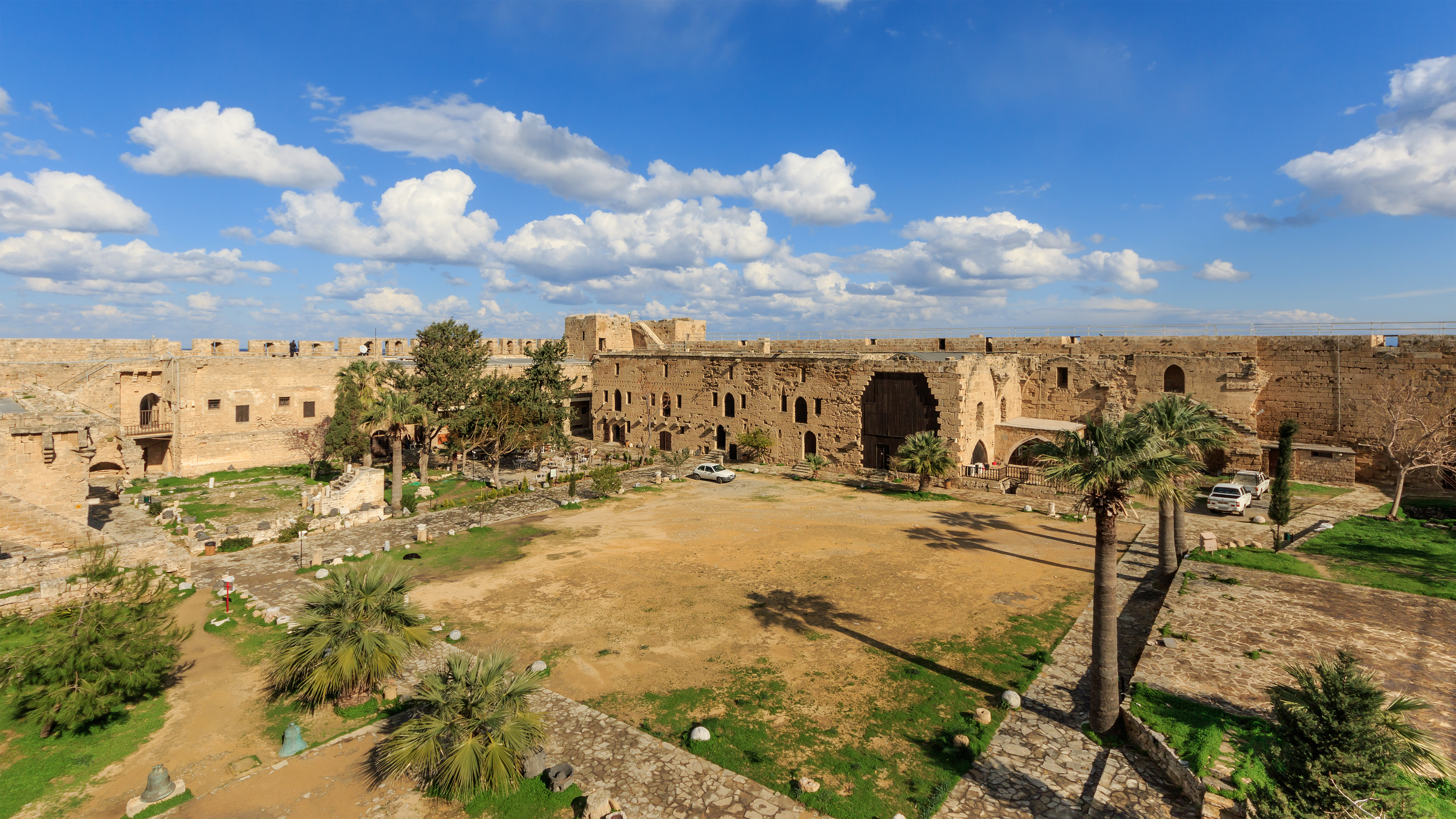
城内（庭）

陸側の空堀は、14世紀以前は水が引き入れられており港として機能していた。その空堀を渡る橋が城の北西側に架けられており、城への主要入口となっている。その橋を渡り1つ目の門を通り抜けた内側は、ヴェネツィア共和国時代に増築された分厚い壁の部分にあたり、南に折れて丸天井の通路を抜けるとフランス系のキプロス王国時代に造られた城内に至る。この通路には1570年にキレニア城を攻め落としたオスマン帝国の提督サディク・パシャ（Sadik Pasha）の墓がある。逆に、1つ目の門を通り抜けた後に北に折れると、分厚い壁に埋まってしまった聖ゲオルギオス聖堂に至る。この聖堂のドームに使われているコリント式の大理石円柱は、さらに古い時代にこの地にあった建物の残骸を再利用したものである。
城の中央部分は塔と城壁に囲まれた四角い庭になっており、その庭を取り囲んでいる建物（城壁）には兵士の詰所や居住区が配置されていた。その中で北側と東側部分はキプロス王国時代に建てられたもので、王族のための区画や牢獄が設けられていた。庭の南側部分には、ビザンティン時代の遺構が残っている。王族のための区画には小さなチャペルも設けられていた。その東側部分の壁の内部は、キレニア城と周辺の遺跡から発掘された遺物を展示する博物館となっている。また、北側部分にはカフェと土産物屋が入居している。

## キレニア難破船

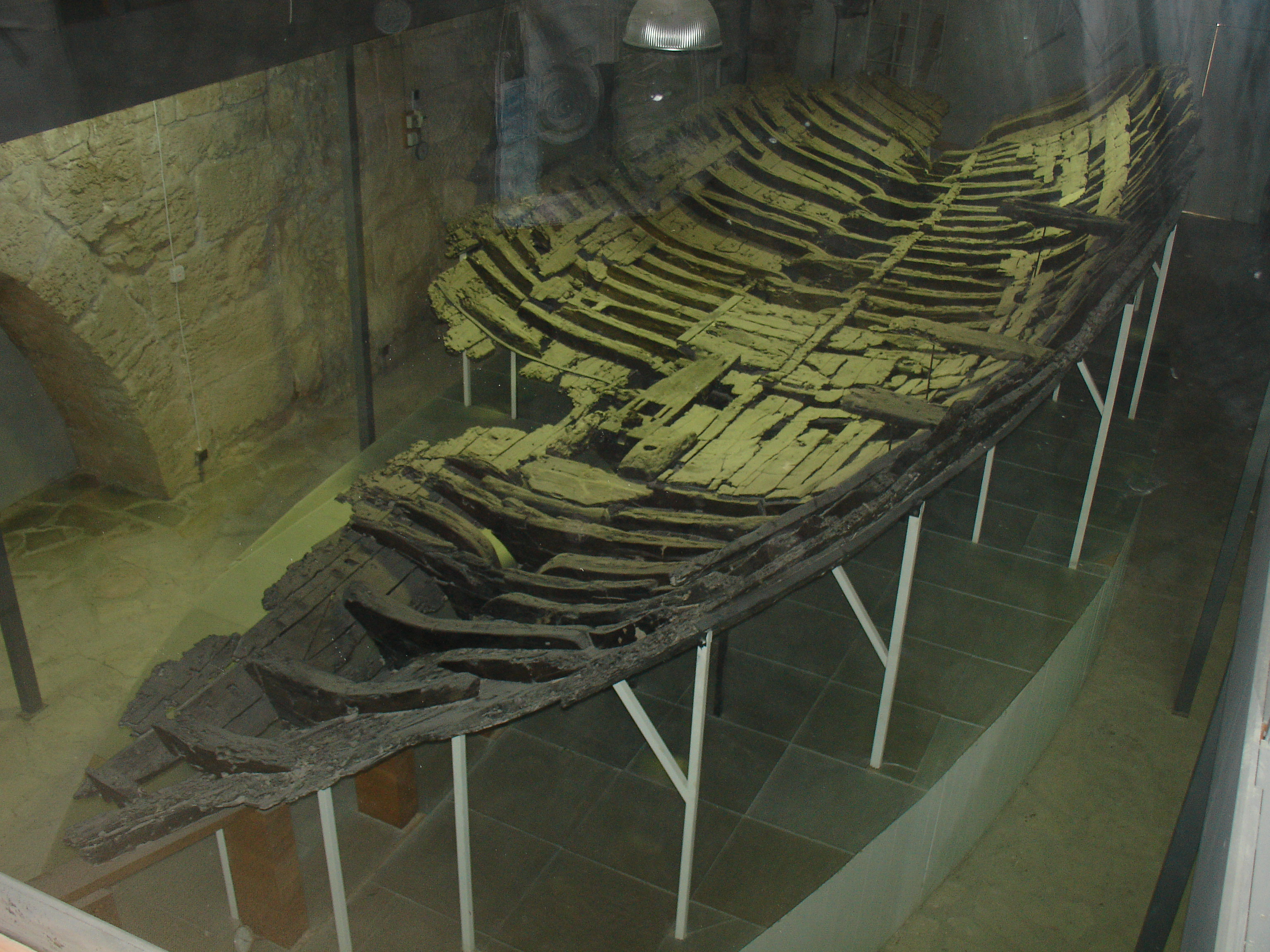
キレニア難破船

博物館には、紀元前4世紀に沈没したギリシア商船が引き上げられて展示されている。この難破船は、積み荷と共に復元されたものとしては世界で最も古いものである。この船は1965年にギリシャ人の潜水士アンドレアス・カリオロウ（Andreas Kariolou）が発見したもので、道路標石（マイルストーン）とワインを詰めたアンフォラが積み込まれていた。船はキレニア港に入港する手前で嵐により沈んだものと考えられている。研究によれば、船は建造後80年以上は経っていたようである。全長は14mで、アレッポ産の松の木で造られている。